# El Pilar (sitio arqueológico)
El Pilar es un yacimiento arqueológico maya ubicado en la frontera entre Belice y Guatemala. En el distrito de Cayo de Belice a 19 km al noroeste del pueblo de San Ignacio, y desde el departamento del Petén en Guatemala, a 30 km al norte de Melchor de Mencos. El nombre traduce del español como «lleno de agua» (por los numerosos ríos y arroyos de la región).

## Descripción
Existe una denominada Reserva Arqueológica, de Flora y Fauna El Pilar declarada monumento histórico y área protegida por los dos países. Es administrada conjuntamente por el Instituto de Arqueología de Belice y por el Instituto de Antropología e Historia de Guatemala. El Pilar es el yacimiento de mayor tamaño sobre el río Belice conteniendo más de 25 plazas y centenas de edificaciones en un área total de 50 ha.

## Historia
Con base en los análisis practicados a la cerámica encontrada en el lugar, se sabe que los monumentos fueron construidos a partir del período preclásico medio, esto es ca. 800 a. C.. Hacia 250 a. C. existían en el sitio grandes construcciones y había una ocupación extensa en toda el área de El Pilar. Se estima que en su apogeo El Pilar dio alberga a cerca de 20,000 personas. La ocupación del lugar y las construcciones se mantuvieron a lo largo de los siglos hasta aproximadamente el año 1000, después de lo cual se produjo un abandono del sitio. El nombre español de El Pilar (pila) de alguna manera refleja la abundancia de agua en el área.
Desde 1993 se ha conducido un programa de excavación en el lugar, aunque para fines de conservación, la mayoría de los monumentos no estén expuestos al visitante. La única estructura expuesta en su totalidad es una casa denominada Tzunu’un, representativa en las unidades de habitación de El Pilar. También existe en el sitio un jardín botánico maya que reproduce las prácticas agrícolas de los antiguos moradores-.
El Pilar ha estado sujeto al saqueo y al vandalismo en forma tal que fue colocado en 1996 en la lista del Fondo Mundial de Monumentos (WMF por sus siglas en inglés) de los 100 sitios arqueológicos en mayor riesgo en el mundo.